# Haconby
Haconby is een civil parish in het bestuurlijke gebied South Kesteven, in het Engelse graafschap Lincolnshire met 532 inwoners.